# カウントダウン番組
カウントダウン番組（ -ばんぐみ）は、テレビ・ラジオで放送される、楽曲の総合順位（ランキング）をカウントダウン形式で発表する音楽番組である。
「チャート番組」・「チャートもの」とも呼ばれる。

## 日本における特徴

### ラジオ
- 長寿番組が多く、代表的なものにTOKIO HOT 100（J-WAVE）、JA全農 COUNTDOWN JAPAN（TOKYO FM）、OSAKAN HOT 100（FM802）などがある。
- 多くのランキングは「リスナーからのリクエスト」と「放送エリア内のCDショップ（アンテナショップ）の売り上げ」を中心に集計されるため、オリコンチャート等とは違って地域性が出やすい。
- 2000年代中盤になると携帯電話で曲をダウンロードする着うたが爆発的に市場を席巻したこともあり「着うたダウンロード数」等が足されている（特に全国放送）。
- 2010年代後半になるとSpotifyなどストリーミングサービスでの再生回数も集計対象に含める番組が増加した。
- ZIP-FMやFM802等一部のローカル局（特にJFL5局）ではオンエア楽曲に規制をかけており（演歌・アニメソング・アイドルソング等）、それらの局ではいくらオリコンで上位ランクでもランキングされない[要出典]。

- 集計対象の異なる2つの音楽チャートをカウントダウンする番組もある。[1]

### テレビ
- アイドル歌謡曲全盛の1980年代には「ザ・ベストテン」が人気を博し、多くのテレビ視聴者に当時のヒット曲を共有する役割を担った[2]。
- 1990年代以降はメディアの細分化や少子高齢化によりカウントダウン番組そのものが減少傾向にあり、2024年時点で地上波の音楽番組では「CDTVライブ!ライブ!」のみ最新の音楽ランキングを放送している。
- 一方で「昭和の名曲」など主に中高年を対象としたランキング企画が定期的に地上波放送される。各テレビ局が保管する過去の貴重映像を放送できる機会となり、訴求力が大きい[3]。
- 民放で放送されるカウントダウン番組にはほとんどスポンサーが付いている為、かつては、スポンサーの競合他社のCMソングはランクインしない[要出典]という問題があった。しかし、TBSテレビで放送された「ザ・ベストテン」はスポンサーの競合他社のCMソングも原則としてランクインさせる方針をとっていた[要出典]。

## 日本で現在放送されているカウントダウン番組

### ラジオ

#### JFN系列
全国放送（TOKYO FM系）
- JA全農 COUNTDOWN JAPAN

ローカル番組
- COUNTDOWN FRIDAY（FM AICHI）

- ベストヒットえひめ（FM愛媛）
- BUTCH COUNTDOWN RADIO（FM FUKUOKA）
- 決定版 FMヒットパレード（fm nagasaki）[4]
- fly-Day Wonder3(fm nagasaki) 番組中2曲ずつ3位までカウントダウンして2位と1位は1曲ずつという形式である。
- SMASH(ING) FRIDAY (FM大阪)　[5]
- Sendaian Hot Music（Date fm）

#### JFL系列
- HOT 100
  - TOKIO HOT 100（J-WAVE）
  - ZIP HOT 100（ZIP-FM）
  - OSAKAN HOT 100（FM802）
  - SAPPORO HOT 100（FM NORTH WAVE）
- J-HITS TOP 20（FM802）
- CROSS COUNTDOWN RADIO（CROSS FM）

#### MegaNet
- HOT20 （LOVE FM）

#### 独立FM局
BAYFM78
- KEIYOGINKO POWER COUNTDOWN REAL（週間チャート） - 関東独立FM局としては初となる企業が制作した複数の音楽ヒットチャートの上位楽曲をカウントダウンする番組となっている。
- KEIYOGINKO GRAND COUNTDOWN REAL（年間チャート） - 関東圏内のカウントダウン番組としては異例となる年間チャート発表回のみ放送時間を拡大し、番組タイトルも改題したランキング特別番組。

α-STATION
- J-AC TOP40
- OVERSEAS TOP40

FM FUJI
- Weekend Countdown Create

NACK5
- HITS! THE TOWN - ランキングコーナーとして放送
- FUNKY FRIDAY - 音楽ランキング番組ではなく、最新音楽チャートのコーナーとして放送。

カレッジラジオ
CRJ
- College Radio Japan（FM NORTH WAVE）
- 20's pocket - Sunday Pocket内のコーナー（Fm yokohama）
- CRJA FUKUOKAカレッジチャート - POPTAPE内のコーナー（LOVE FM）
- 福岡HOT3 - HOT20内のコーナー（LOVE FM）

#### インターネットラジオ
- Heart Top 40（Heart FM）

#### AM局
北海道放送
- ベストテンほっかいどう

LuckyFM茨城放送
- レバレジーズ presents MUSIC COUNTDOWN 10&10

文化放送
- A&Gメディアステーション FUN MORE TUNE

ニッポン放送
- 三宅裕司のサンデーヒットパラダイス

CBCラジオ
- CBC歌謡ベストテン

ぎふチャン
- ときめきステーション ダブジェネカウントダウン

和歌山放送
- Saturday Music Express

九州朝日放送
- サタデーミュージックカウントダウン

RKB毎日放送
- わなびぃず!

### テレビ
- COUNT DOWN TV（1993年4月 - 2021年3月)→2021年4月以降は、「CDTVライブ!ライブ!」で、週間または月間のオリジナルランキングを放送（TBS）
- M-ON! Countdown（MUSIC ON! TV）
- SUPER HITS PERFECT RANKING 50（スペースシャワーTV）

## かつて放送されていた番組

### ラジオ

#### NHK-FM
- ミュージックスクエア（金曜日）

#### JFN系列
全国放送（TOKYO FM系）
- スーパーフライデー オールジャパンベスト20
- TOYOTA WEEKLY ALBUM TOP10
- TOYOTA SUPER WORLD COUNTDOWN
- au DOWNLOAD MUSIC CHART
- au ONAIR MUSIC CHART
- HITS ONE PREMIUM powered by Billboard JAPAN
- KOSÉ Your Songs Best10

ローカル番組
- AIR-G' FRIDAY TOP 40（AIR-G'）
- AIR-G' 40 VIBES（AIR-G'）
- BEAT PANIC（FM IWATE）
- KANAZAWA HOT 100（HELLO FIVE）
- FM AICHI Countdown DRAGOON（FM AICHI）
- ミュージック10（FMとやま）
- HFM beat 50（広島エフエム放送）
- BPM（Kiss FM KOBE）
- FES.19（FM NIIGATA）
- WEEKLY CHART EXPRESS -TOYAMA TOP30-（FMとやま）
- POWER STATION HOT40（FM福井）
- SHIZUOKA TOP40（K-MIX）
- gifu power countdown 30（Radio80）
- radio3 SINGLE TOP 30（radio3 FM三重）
- FMK Z-BOPPER（FMK）
- Empire Countdown（Kiss FM KOBE）
- KOBE HITS 30   (kiss FM KOBE)
- PRIME HITS KOBE　(kiss FM KOBE)

#### JFL系列
- KYUDEN J-POP POWER COUNTDOWN（CROSS FM）
- ALBUM CHART COUNTDOWN SUNDAY SUNSET TRAX（CROSS FM）
- Z-POP COUNTDOWN 30（ZIP-FM）
- ZIP DANCE HITS 20（ZIP-FM）

#### 独立FM局
- ALL JAPAN SUPER COUNT DOWN（NACK5）
- JAPAN RENTAL LEAGUE HOT 30（BAYFM78）
- POWER COUNTDOWN JAPAN HOT 30（BAYFM78）
- GRAND COUNTDOWN（JAPAN）HOT HOT 100（BAYFM78）
- サイバーテレフォンリクエスト（BAYFM78）
- YOKOHAMA TOP 30（Fm yokohama）
- COUNTDOWN CONNECTIONS→SUPER HITS TOP40（FM FUJI）
- COUNTDOWN RADIO（BAYFM78）

#### AM局
火曜会
- 全国歌謡ベストテン（文化放送制作、のちにKBS京都に放送権を移行）
  - SUPER COUNTDOWN 10（文化放送制作）
  - J-Hits COUNTDOWN
- 全国ポピュラーベストテン（文化放送制作）

TBSラジオ
- 森田公一の青春ベストテン

文化放送
- 決定!全日本歌謡選抜
- スパカン!
- SOMETHING DREAMS マルチメディアカウントダウン
- A&Gメディアステーション こむちゃっとカウントダウン

ニッポン放送
- 不二家歌謡ベストテン
- 岩男潤子と荘口彰久のスーパーアニメガヒットTOP10
- LFクールKのフライデーウルトラカウントダウン
- クールKのウルトラカウントダウン
- billboard JAPAN HOT100 COUNTDOWN

IBC岩手放送
- IBC TOP40

栃木放送
- オールとちぎBEST10→西武ポップスベスト10→CRT POPS BEST10

CBCラジオ
- CBC演歌ベストテン
- CBCサンデースペシャル・全日本歌謡ベスト50
- K's UP
- SUPER J Hit's COUNTDOWN

朝日放送
- ABCミュージックパラダイス

ラジオ大阪
- OBCブンブンリクエスト

中国放送
- CD-DOG COUNTDOWN

西日本放送
- タマルミッドナイトジョッキー

RKB毎日放送
- RKBベスト歌謡50→RKBスーパーヒット50→スーパーヒットコレクションBEST100

九州朝日放送
- KBC 今週のポピュラーベスト10

など

#### 他放送媒体
TS ONE（i-dio）
- HITS ONE powered by Billboard JAPAN
- COUNTDOWN FRIDAY 飯田里穂のオールアニソンTOP20

### テレビ
- ベスト30歌謡曲（NETテレビ）
- ザ・ベストテン（TBS）
- 突然バラエティー速報!!COUNT DOWN100（TBS）
- ザ・トップテン（日本テレビ）
- 歌のトップテン（日本テレビ）
- 今週のヒット速報（フジテレビ）
- ビッグベストテン（フジテレビ）
- J-ROCK ARTIST COUNT DOWN50（KBS京都）
- JAPAN COUNTDOWN（テレビ大阪、テレビ東京）

など